# Tim Burton
Timothy Walter "Tim" Burton (n. 25 august 1958, Burbank, California) este un regizor, scenarist și producător de filme american. 
Maestru al fantasticului, influențat de opera lui Edgar Allan Poe, povestitor și desenator de talent, s-a făcut cunoscut prin filme precum „Beetlejuice”, „Batman” (1989), „Edward Mâini-de-foarfece”, „Batman:Sfidarea”, „Ed Wood”, „Sleepy Hollow”, „Big Fish”, „Charlie și fabrica de ciocolată” (2005), „Sweeney Todd: Bărbierul diabolic din Fleet Street”, „Alice în Țara Minunilor” (2010) (cea mai mare reușită comercială a sa și unul din succesele comerciale majore din istoria cinematografului), „Dark Shadows”. Actorii săi preferați sunt Johnny Depp, care a jucat în opt filme ale sale, precum și Helena Bonham Carter, fosta sa parteneră de viață. 

## Cariera
Regizorul a avut o adolescență grea fiind un tânăr foarte dificil. Retras în camera sa, viziona filme de groază, a dezvoltat o pasiune îndeosebi pentru actorul Vincent Price, căruia i-a dedicat în cele din urmă filmul de animație, "Vincent" (1982). Fire creativă, copilul Burton era, de asemenea, pasionat de desen. Filmul “Edward Mâini-de –foarfece” este inspirat dintr-un desen realizat de Burton în adolescență, personajul așternut pe hârtie (Edward) fiind însuși regizorul, un om foarte talentat și sensibil, însă neînțeles de cei din jurul său.
Deși fusese considerat de mulți în trecut ca fiind un regizor netalentat, după o lungă perioadă petrecută fără succes la casa de producție "Disney", în anul 1985, la începutul carierei sale, a realizat filmul “Marea aventură a lui Pee-Wee”, folosindu-se de un buget total de 7 milioane dolari, însă încasările au fost de peste 40 de milioane de dolari.
Pentru a ilustra stilul aparte a lui Tim Burton în ceea ce priveste regia, decorul, costumele și personajele am ales trei filme iconice ale regizorului: “Edward Mâini-de-foarfece”, “Big Fish” și “Charlie și fabrica de ciocolată”.
"Edward Mâini-de-foarfece"
De menționat este că foarte multe filme ale lui Burton au o voce povestitoare. Cineva introduce mereu publicul în cadrul magic al poveștii redate. Cadrul de poveste nu este singurul element fabulos în filmele sale. Fantasticul este prezent și de obicei filmul conține o morală sau chiar explică unele fenomene, cum este cazul filmului “Edward Mâini-de-foarfece”. Burton explică apariția zăpezii în orașul unde ia naștere opera unui inventator bătrân. Băiatul creat de nebunul bătrân rămâne nefinalizat, iar în locul mâinilor acesta are doua foarfece. Odată ajuns în societatea meschină, unde oamenii nu îi pot accepta felul, acesta reușește să îi impresioneze prin sculpturile sale. Băiatul devine emblema orașului și toată lumea profită de talentul său. La cea mai mică greșeală este alungat din oraș, iar acesta se refugiază în casa inventatorului. Pe vârful unui deal, Edward o sculptează de acum pentru eternitate în gheață pe iubita lui “pământeană” și astfel apare ninsoarea în suburbiile unui oraș american. Costumul lui Edward este unic, este de fapt pielea lui. Un costum din piele neagră. Are părul zbârlit și are fața plină de tăieturi. Chiar dacă înfățișarea sa este întunecată, Edward este în fond un personaj extrem de inocent și naiv. Tinde spre iubire, deși nu o cunoaște. Nu cunoaște nici răul din lume și nici oamenii fățarnici. Întregul decor este fabulos, spectatorul are impresia că vizionează un basm, însă conotațiile și simbolurile din pelicula lui Burton transformă produsul finit într-un cod al vieții. Învățămintele extrase din lumea magică sunt pe cât se poate de valabile și aplicabile în lumea reală. Elementul gotic prezent în pelicula lui Burton este întunecat dar atrage prin inocență la fel ca și personajul care este regizorul însuși. Edward este Tim, cel care nu este înțeles de societate și se izolează de aceasta pentru că altfel distruge totul în jurul lui.
“Big Fish”
“Big Fish” este primul film care părăsește culorile închise și atmosfera devine mai vioaie prin imagini de poveste. Burton ne prezintă un adevărat basm folosindu-se de personaje fabuloase precum: uriași, pitici, sirene, siameze, circari, clovni și multe alte personaje stranii. Din nou însă straniul devine simpatic și foarte real. Mesajul filmului este nu altul decât viața monotonă lipsită de vraja basmelor, privită metaforic. Conotațiile din film sunt nesfârșite. Ewan McGregor joacă rolul principal întruchipându-l pe Edward Bloom, un om care de-a lungul întregii sale vieți caută pasiunea și poveștile închipuite. Pe patul de moarte acesta își relatează încă o dată povestea vieții, care nu este deloc una ordinară, cel puțin nu în imaginația sa. Un basm în toată putearea cuvântului, colorat și plin de magie, la baza căruia stă cel mai pur sentiment, dragostea. Burton redă anii ’50 din SUA, într-un cadru care nu a existat, însă, niciodată. “Viața privită ca o metaforă” este motto-ul personajului principal. Este prima dată când Tim Burton nu colaborează cu Jonny Depp, însă regizorul rezervă pentru Depp roluri care presupun personaje psihotice. Creațiile lui Burton nu sunt niște nebuni care se dezlănțuie în societate, ci niște ființe dedicate pasiunii lor, niște caractere puternice și colorate chiar dacă poartă costume de culori închise și un machiaj macabru. Tocmai aceste două extreme atrag fascinația publicului. Personajele au o înfățișare sumbră și un caracter omenos, plin de calități excepționale la care mulți doar aspiră. Burton înfășoară personajele sale într-un giulgiu care ascunde niște ființe deosebite. “Big Fish” reprezintă trecerea regizorului de la gotic la culoare, dar culoarea atinge apogeul prin “Charlie și fabrica de ciocolată”, film în care colaborează din nou cu Jonny Depp.
“Charlie și fabrica de ciocolată”
Pigment, gust și cadre unice, toate acestea sunt conglomerate într-o nouă poveste, după cartea lui Roald Dahl, relatată în maniera tipică a regizorului. Experimentul original de a contopi culoarea excesivă cu o doză mare de psihoză a confirmat talentul regizoral al lui Tim Burton. Willy Wonka (Jonny Depp) este copilul traumatizat înca din copilărie de tatăl stomatolog. Acesta îi interzice ciocolata. La maturitate, băiețelul își deschide propria fabrică de ciocolată, însă în momentul falimentului acesta se izolează în imensa fabrică. Willy realizează cu ajutorul unor ființe minuscule aduse din junglă o adevărată lume a bomboanelor și a ciocolatei. Filmul este un nous basm și conține din nou un mesaj puternic transmis de regizor. Acum Burton vizează diferite categorii și tipologii umane reprezentate de cinci copii care sunt invitați în fabrica lui Willy Wonka. Personajul interpretat de Jonny Depp aduce la lumină încă o dată "ciudatul", un amestec de macabru-colorat. Grimasele psihotice și comportamentul ciudat desăvârșesc un nou personaj unic al regizorului. Controversat și extraordinar prin tot ceea ce atinge, Burton este poate singurul regizor care își atinge scopul fără realizarea unor drame. Poveștile sale vizează o masă foarte largă de oameni. Opera sa este o necesitate pentru cinematografia americană datorită tocmai faptului că altul ca Burton nu există, iar filmele lui stranii și mereu actuale marchează intreaga istorie conematografică americană.
Jonny Depp despre Burton în cartea "Burton on Burton" (Citat extras din prefața cărții în limba engleză):
"I have never seen someone so obviously out of place fit right in this way(...) He is to me a true genius and I wouldn't use that word with too many people, believe me. You can't label what he does. It's not magic, because that would imply some sort of trickery. It's not just skill, because that seems like it's learned. What he has is a very special gift that we don't see every day. It's not enough to call him a film maker."

## Filmografie

### Film
| An   | Titlu                                          | Regizor | Producător | Scenarist | Altele              | Buget                | Box office    | Ref           |
| An   | Titlu                                          | Regizor | Producător | Scenarist | Altele              | USD$                 | USD$          | Ref           |
| ---- | ---------------------------------------------- | ------- | ---------- | --------- | ------------------- | -------------------- | ------------- | ------------- |
| 1981 | The Fox and the Hound                          |         |            |           | Animator            | 12,000,000           | 63,456,988    | [ 10 ] [ 11 ] |
| 1982 | Tron                                           |         |            |           | Animator            | 17,000,000 (estimat) | 74,000,000    |               |
| 1985 | The Black Cauldron                             |         |            |           | Artist              | 44,000,000           | 21,288,692    |               |
| 1985 | Pee-wee's Big Adventure                        | Da      |            |           | Actor               | 7,000,000            | 40,940,662    | [ 12 ]        |
| 1988 | Beetlejuice                                    | Da      |            |           |                     | 15,000,000           | 73,707,461    | [ 13 ]        |
| 1989 | Batman                                         | Da      |            |           |                     | 35,000,000           | 411,348,924   | [ 14 ] [ 15 ] |
| 1990 | Edward Scissorhands                            | Da      | Da         | Da        |                     | 20,000,000           | 86,024,005    | [ 16 ] [ 17 ] |
| 1992 | Singles                                        |         |            |           | Actor               | 9,000,000            | 18,471,850    | [ 18 ]        |
| 1992 | Batman Returns                                 | Da      | Da         |           |                     | 80,000,000           | 266,822,354   | [ 19 ] [ 20 ] |
| 1993 | Tim Burton's The Nightmare Before Christmas    |         | Da         | Da        | Production designer | 18,000,000           | 75,082,668    | [ 21 ] [ 22 ] |
| 1994 | Cabin Boy                                      |         | Da         |           |                     | 10,000,000           | 3,662,459     | [ 23 ]        |
| 1994 | Ed Wood                                        | Da      | Da         |           |                     | 18,000,000           | 5,887,457     | [ 24 ] [ 25 ] |
| 1995 | Batman Forever                                 |         | Da         |           |                     | 100,000,000          | 336,529,144   | [ 26 ] [ 27 ] |
| 1996 | James and the Giant Peach                      |         | Da         |           |                     | 38,000,000           | 37,734,758    | [ 28 ]        |
| 1996 | Mars Attacks!                                  | Da      | Da         |           |                     | 100,000,000          | 101,371,017   | [ 29 ] [ 30 ] |
| 1999 | Sleepy Hollow                                  | Da      |            |           |                     | 100,000,000          | 206,071,502   | [ 31 ] [ 32 ] |
| 2001 | Planet of the Apes                             | Da      |            |           |                     | 100,000,000          | 362,211,740   | [ 33 ] [ 34 ] |
| 2003 | Big Fish                                       | Da      |            |           |                     | 70,000,000           | 122,919,055   | [ 35 ] [ 36 ] |
| 2005 | Charlie and the Chocolate Factory              | Da      |            |           |                     | 150,000,000          | 474,968,763   | [ 37 ] [ 38 ] |
| 2005 | Tim Burton's Corpse Bride                      | Da      | Da         |           |                     | 40,000,000           | 117,195,061   | [ 39 ] [ 40 ] |
| 2007 | Sweeney Todd: The Demon Barber of Fleet Street | Da      |            |           |                     | 50,000,000           | 152,523,164   | [ 41 ] [ 42 ] |
| 2009 | Waking Sleeping Beauty                         |         |            |           | Participant         | Unknown              | 84,918        | [ 43 ] [ 44 ] |
| 2009 | 9                                              |         | Da         |           |                     | 30,000,000           | 48,428,063    | [ 45 ] [ 46 ] |
| 2010 | Alice in Wonderland                            | Da      |            |           |                     | 200,000,000          | 1,024,299,904 | [ 47 ] [ 48 ] |
| 2012 | Dark Shadows                                   | Da      |            |           |                     | 150,000,000          | 238,727,149   | [ 49 ] [ 50 ] |
| 2012 | Abraham Lincoln: Vampire Hunter                |         | Da         |           |                     | 69,000,000           | 108,319,139   | [ 51 ] [ 52 ] |
| 2012 | Frankenweenie                                  | Da      | Da         | Da        |                     | 39,000,000           | 81,150,788    | [ 53 ] [ 54 ] |
| 2014 | Big Eyes                                       | Da      | Da         |           |                     | 10,000,000           | 23,327,868    | [ 55 ]        |
| 2016 | Miss Peregrine's Home for Peculiar Children    | Da      |            |           |                     |                      |               |               |
| 2016 | Alice Through the Looking Glass                |         | Da         |           |                     |                      |               |               |

### Scurtmetraje
| Titlu                       | An   | Regizor | Producător | Scenarist | Altele              | Ref    |
| --------------------------- | ---- | ------- | ---------- | --------- | ------------------- | ------ |
| The Island of Doctor Agor   | 1971 | Da      |            |           | Actor               | [ 56 ] |
| Doctor of Doom              | 1979 | Da      |            |           |                     | [ 56 ] |
| Stalk of the Celery Monster | 1979 | Da      |            | Da        | Animator            | [ 56 ] |
| Hansel and Gretel           | 1982 | Da      |            |           |                     | [ 56 ] |
| Luau                        | 1982 | Da      |            |           | Actor               | [ 56 ] |
| Vincent                     | 1982 | Da      |            | Da        | Production designer | [ 57 ] |
| Frankenweenie               | 1984 | Da      |            | Da        |                     | [ 58 ] |

### Televiziune
| Titlu                                                                     | An        | Regizor | Producător executiv | Scenarist | Altele | Ref                         |
| ------------------------------------------------------------------------- | --------- | ------- | ------------------- | --------- | ------ | --------------------------- |
| Faerie Tale Theatre: Aladdin and His Wonderful Lamp (Season 5, episode 1) | 1984      | Da      |                     |           |        | [ 59 ]                      |
| Alfred Hitchcock Presents: The Jar (Season 1, episode 1)                  | 1986      | Da      |                     |           |        | [ 56 ]                      |
| Beetlejuice                                                               | 1989–1991 |         | Da                  |           |        | [ 60 ] [ 61 ] [ 62 ] [ 63 ] |

### Videoclipuri
- "Bones" de The Killers (2006)
- "Here with Me" de The Killers (2012)